# Godier & Genoud
Godier & Genoud is een Frans historisch merk van race- en straat-motorfietsen.
Georges Godier en Alain Genoud waren twee keer Europees Endurancekampioen, en gingen steeds meer aandacht besteden aan het zelf bouwen van motorfietsen, gebaseerd op snelle Kawasaki's en Honda's. Begin jaren negentig kwamen er ook exclusieve modellen voor op de weg. Zij maakten in 1978 hun eigen racemotor, maar in de jaren negentig gingen ze ook motorfietsen voor de openbare weg produceren. Dat eindigde rond 1995.